# Höfði
Höfði es una casa en el norte de Reikiavik, la capital de Islandia, construida en 1909. Höfði se encuentra en Félagstúni, en la calle Borgartún.  

## Historia
Inicialmente, fue construida para el cónsul francés Jean-Paul Brillouin en Islandia y fue la residencia excluvisva del poeta y hombre de negocios Einar Benediktsson durante muchos años.
Allí, Mijaíl Gorbachov, el secretario del Partido Comunista de la Unión de Repúblicas Socialistas Soviéticas y Ronald Reagan, presidente de los Estados Unidos, celebraron la cumbre de Reikiavik. Ese fue un gran paso para el final de la Guerra Fría. Dentro de la casa, las banderas de ambos países están cruzadas para conmemorar la reunión.
La ciudad de Reikiavik compró la casa en 1958, y la restauró. Desde ese momento, se utilizó para recepciones formales y ocasiones festivas.

## En las telecomunicaciones
El edificio fue utilizado para hacer las primeras comunicaciones de radio entre Islandia y el resto del mundo el 26 de junio de 1905, cuando se estableció contacto con Poldhu en Cornualles, Reino Unido.
El 25 de septiembre de 2009, al cumplir el edificio 100 años, Höfði fue dañado en un incendio. Afortunadamente todos los artefactos insustituibles se salvaron.